# Andreas Klippert
Andreas Klippert (* 14. Mai 1966 in Iserlohn) ist ein ehemaliger deutscher Basketballspieler.

## Laufbahn

### Spieler
Der 2,06 Meter große Innenspieler nahm im Juli 1983 mit der bundesdeutschen Kadettennationalmannschaft an der Europameisterschaft teil, die in Tübingen und Ludwigsburg ausgetragen wurde. Klippert erzielte im Turnierverlauf sieben Punkte pro Begegnung.
Von 1983 bis 1988 spielte Klippert für den SSV Hagen in der Basketball-Bundesliga. Danach spielte er wieder für den TuS Iserlohn.

### Trainer
2009 übernahm Klippert das Traineramt bei den Iserlohn Kangaroos (damals in der Regionalliga), zuvor war er Trainer beim TV Hohenlimburg und engagierte sich als Co-Trainer der U16-Mannschaft von Phoenix Hagen sowie der Auswahl des Westdeutschen Basketball-Verbandes auch in der Jugendarbeit. Im Januar 2010 trat er von seinem Trainerposten in Iserlohn aus gesundheitlichen Gründen zurück. Ab Sommer 2010 war er Trainer der BG Biggesee und führte die Mannschaft in der Saison 2011/12 zum Aufstieg in die 2. Regionalliga.